# 春日井市立藤山台東小学校
春日井市立藤山台東小学校（かすがいしりつふじやまだいひがししょうがっこう）は、かつて愛知県春日井市藤山台1丁目1番地にあった公立学校。1972年（昭和47年）4月1日に高蔵寺ニュータウン2番目の小学校として開校。児童数の減少により2013年（平成25年）3月に閉校し、春日井市立藤山台小学校に統合された。

## 歴史

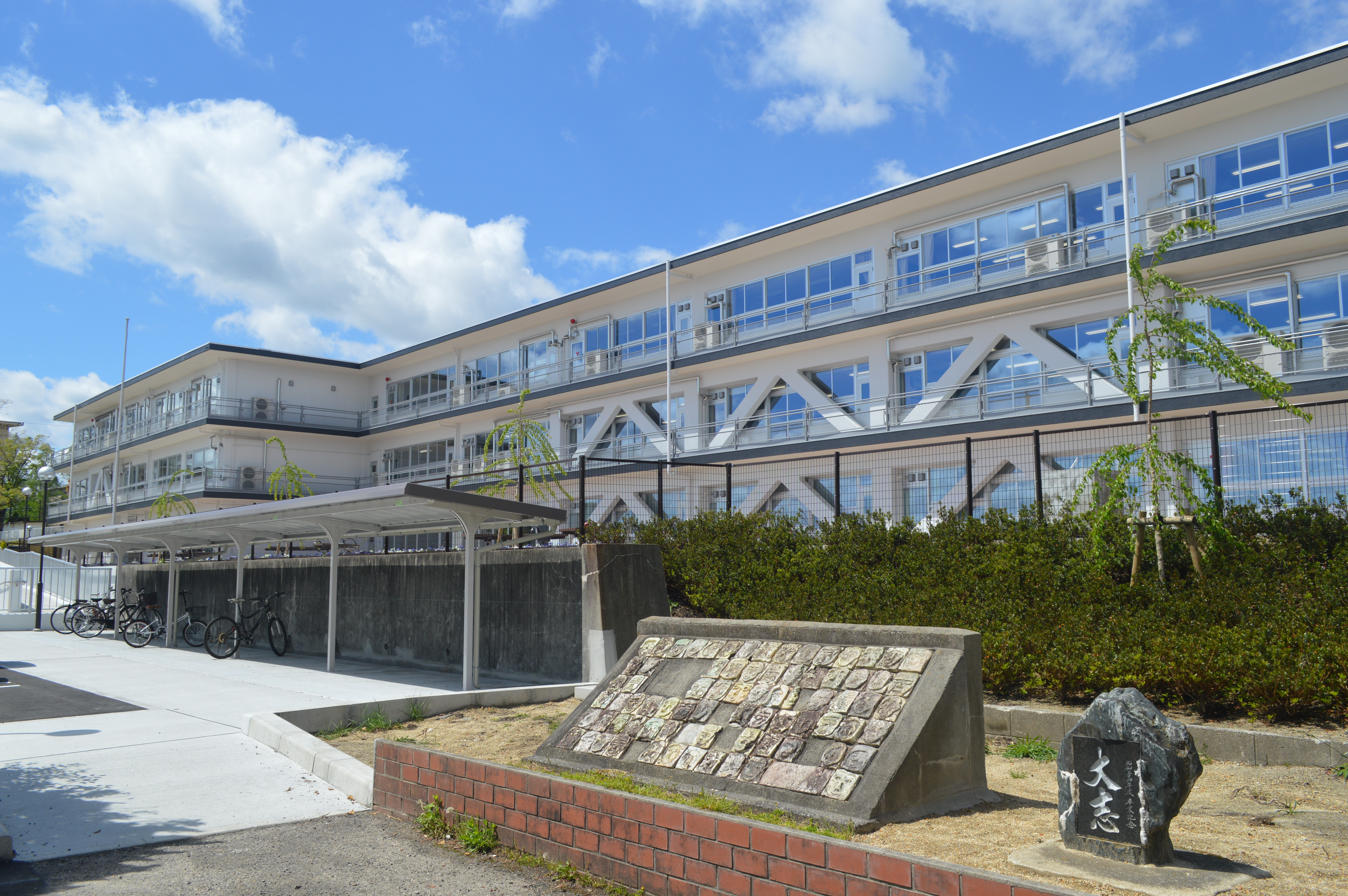
校舎をリノベして2018年に開業したグルッポふじとう

高度経済成長期の1960年代には愛知県春日井市東部に高蔵寺ニュータウンの建設が行われ、1968年（昭和43年）には、もっとも早く藤山台への入居が開始された。1968年5月に開校した春日井市立藤山台小学校から分離独立する形をとって、1972年（昭和47年）4月1日に高蔵寺ニュータウンで2番目に開校した小学校が藤山台東小学校である。なお、1973年（昭和48年）4月1日には春日井市立西藤山台小学校が開校している。2016年（平成28年）には、春日井市立西藤山台小学校は閉校している。
通学する児童は中層の集合住宅の住民が大半であり、進学先は春日井市立藤山台中学校だった。児童数は1979年度（昭和54年度）の803人がピークであり、以降は高蔵寺ニュータウン全体の高齢化に合わせて児童数も減少していった。1987年（昭和62年）の児童数は569人だったが、平成に入ると児童数が一気に減少し、1997年（平成9年）には283人、2007年（平成19年）には202人となった。
2010年代になると、当校と藤山台小学校は1学年1学級の小規模校になったことから、春日井市では初めての過小規模による学校統合されることになった。2013年（平成25年）3月31日に閉校し、藤山台小学校に統合された。2013年4月には藤山台小学校が閉校した当校の校地に移り、当校の校地が（新）藤山台小学校となった。2016年（平成28年）4月には藤山台3丁目2番地の元の校地に藤山台小学校の新校舎が竣工したため、元の校地に戻った。2016年4月には西藤山台小学校も藤山台小学校に統合されており、藤山台の3小学校の統合が完了した。
跡地の活用方法はさまざまな検討がなされたが、2018年（平成30年）4月1日には校舎をリノベーションした多世代交流拠点施設「グルッポふじとう」が開業した。

## 沿革
- 1972年（昭和47年）4月1日 - 春日井市立藤山台東小学校が開校[1][6]。
- 2013年（平成25年）3月 - 春日井市立藤山台小学校に統合されて閉校[6]。
- 2018年（平成30年）4月1日 - 校舎をリノベーションした多世代交流拠点施設「グルッポふじとう」が開業[5]。